# Haus Kolpingstraße 4/6

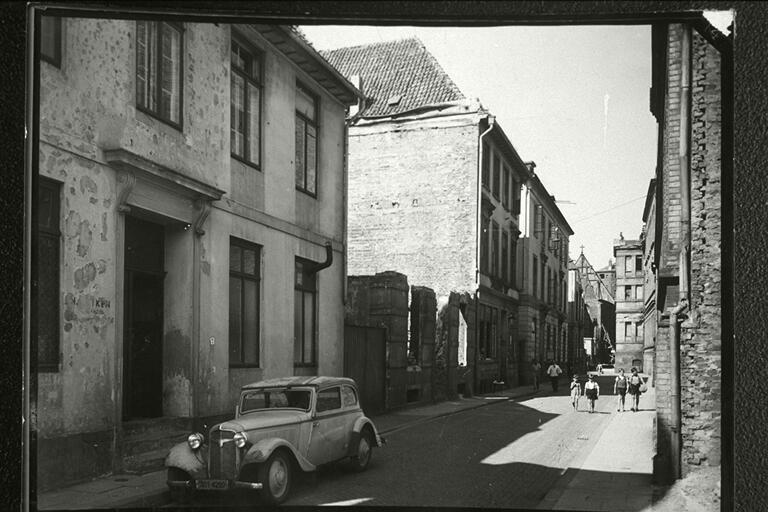
Ruine der Synagoge in der Gartenstraße 6, links daneben das Gemeindehaus (Nr. 7), heute Rosenak-Haus genannt, Ende der 1940er Jahre

Im Haus Kolpingstraße 4/6 befand sich in Bremen-Mitte im Schnoorviertel, Kolpingstraße 4/6, eine Synagoge. Das Haus entstand um 1820.
Der Keller des Gebäudes Kolpingstraße 6 steht seit 1973 unter Bremer Denkmalschutz.

## Geschichte
Die ursprüngliche Bevölkerung des Schnoors bestand überwiegend aus Flussfischern und Schiffern. In der Epoche des Klassizismus und des Historismus entstanden von um 1800 bis 1890 die meisten oft kleinen Gebäude. Im weiteren Verlauf wurde es zum Arme-Leute-Viertel, das in weiten Bereichen verfiel – vor allem nach dem Zweiten Weltkrieg.
1959 wurde von der Stadt ein Ortsstatut zum Schutz der erhaltenswerten Bausubstanz beschlossen. Die Häuser wurden dokumentiert und viele seit den 1970er Jahren unter Denkmalschutz gestellt. Ab den 1960er Jahren fanden mit Unterstützung der Stadt Sanierungen, Lückenschließungen und Umbauten im Schnoor statt.
Um 1820 wurde ein zweigeschossiges Haus gebaut. Um 1860 erfolgte ein Umbau für das St. Johannis-Waisenhaus neben dem Kindertagesheim St. Johann (Nr. 2/3). Ab 1876 folgte ein weiterer Umbau des Wohnhauses Nr. 6 (früher Gartenstraße 6) als Synagoge nach Plänen von Albert Dunkel.

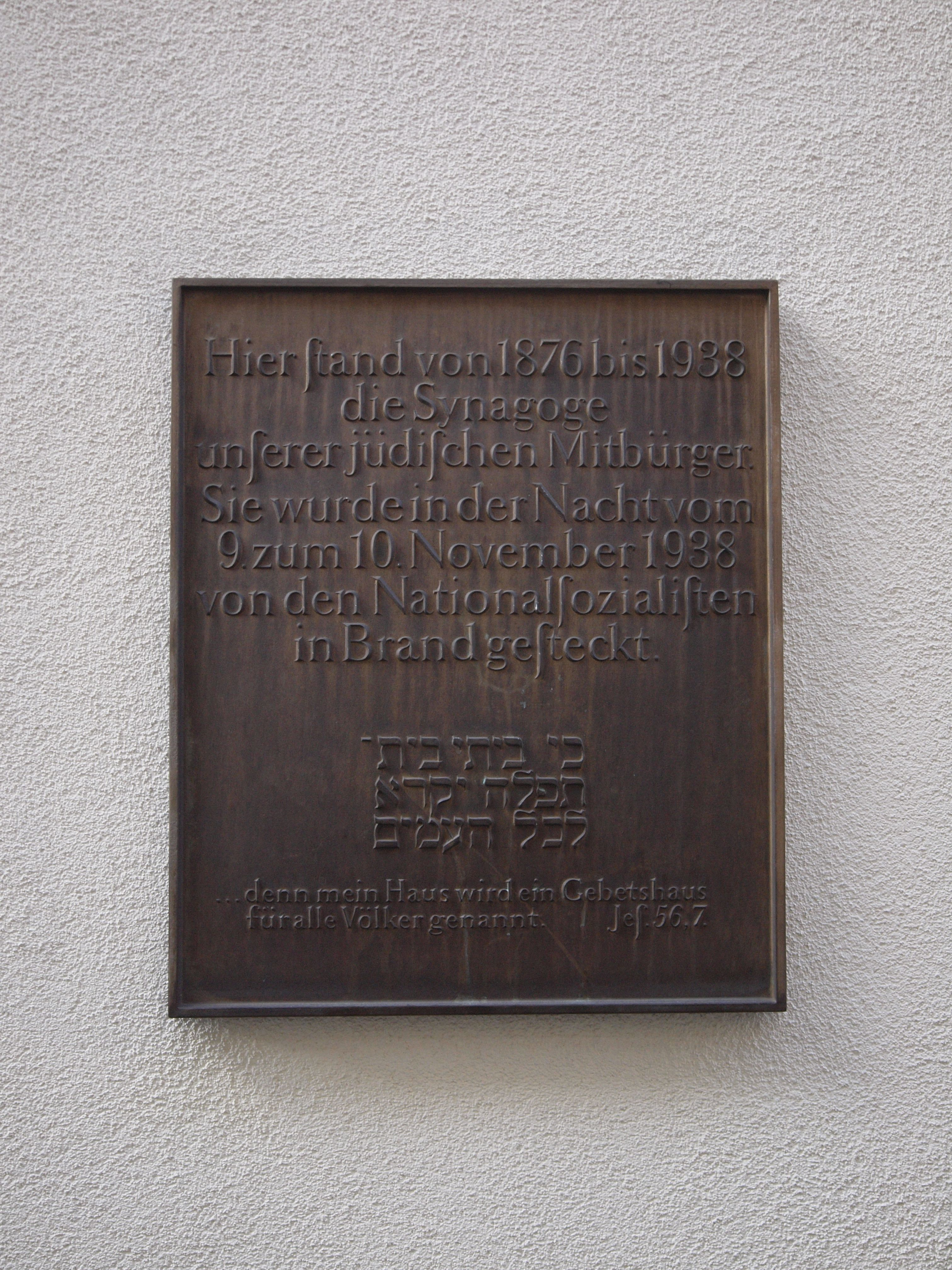
Gedenktafel am Haus Kolpingstraße 4, 2020

 Seit 1878 bestand diese Synagoge. 1896 hatte die Israelitische Gemeinde wieder einen Rabbiner mit Dr. Leopold Rosenak. 1933 gab es in der Israelitischen Gemeinde 1314 (andere Quellen 1438) Mitglieder. Bis 1938 befand sich hier die Synagoge der Bremer Juden. In der Nacht vom 9. zum 10. November 1938 wurde sie von den Nationalsozialisten in Brand gesteckt. Eine Gedenktafel erinnert seit 1982 daran. Die Ruine wurde abgerissen. Die 1945 gegründete Jüdische Gemeinde im Lande Bremen ist heute (2018) mit fast 1100 Mitgliedern eine der größeren jüdischen Gemeinden Deutschlands.
- 1886 erfolgte der Anbau eines Wasch- und Badehauses an Haus Nr. 4/5 (St. Johannis-Waisenhaus) und 1887 die Vereinheitlichung der Vorderfront. Eine der vorhandenen zwei Haustüren wurde zugunsten eines vergrößerten Fensters aufgegeben.
- 1946 konnte das Katholische Gesellenhaus für wandernde Gesellen wieder instand gesetzt werden. Der Name Kolpinghaus wurde dabei erstmals erwähnt. Ab 1951 fand der Umbau zum Jugendwohnheim Kolpinghaus statt.
- 1955 erfolgte ein weiterer Umbau von Kolpingstraße 4/5 und der Neubau von Kolpingstraße Nr. 6 nach Plänen von Wilhelm Viehoff, sowie die Verbindung beider Häuser. Für den Neubau des Kolpinghauses mit 62 Schlafplätzen wurden die Fundamente und das Kellergeschoss der Synagoge wiederverwendet.
- 1959 kam der Verbindungsbau zum Haus Nr. 7.
- 1982 wurden die Häuser Nr. 4–7 saniert und umgebaut nach Plänen von Karl-Heinz Bruns. Das Kolpinghaus wurde 2007 abgerissen; erhalten blieb der ehemalige Keller der Synagoge.

Heute (2018) wird das neue, drei- bzw. sechsgeschossige Haus mit einer neoklassizistischen Fassade zur Kolpingstraße für Büros (u. a. Caritas) und zum Wohnen genutzt. Im Keller ist die Gedenkstätte für die ehemalige Synagoge.

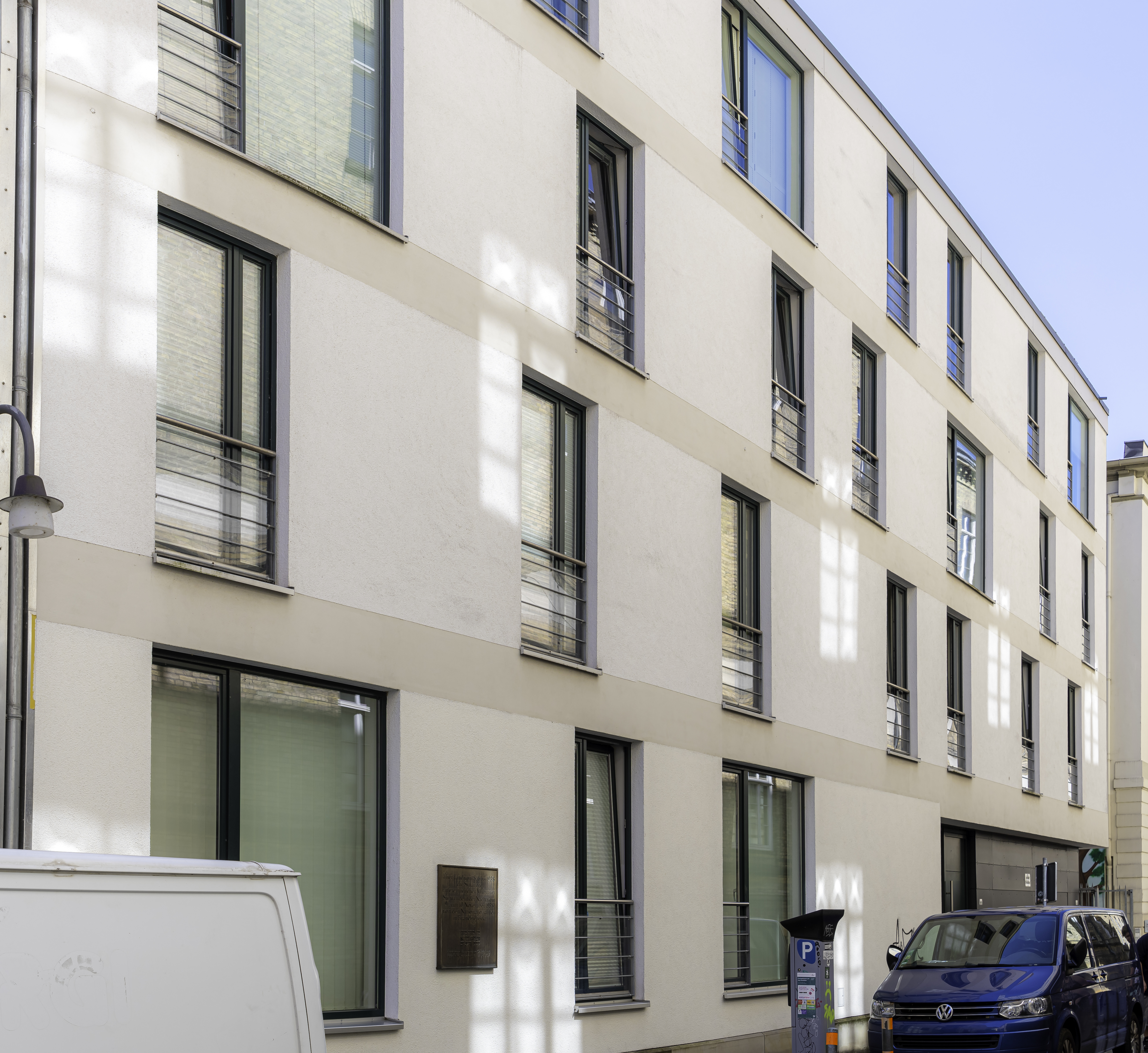
Das neue Haus in Kolpingstraße 4/6

Die Kolpingstraße (früher Gartenstraße) wurde 1950 zum Gedenken an den katholischen Priester Adolph Kolping benannt.
Der Name Schnoor (Snoor) bedeutet Schnur:. Er kam durch das Schiffshandwerk und der Herstellung von Seilen und Taue (= Schnur).